# Microporella luellae
Microporella luellae är en mossdjursart som beskrevs av Grischenko, Dick och Shunsuke F. Mawatari 2007. Microporella luellae ingår i släktet Microporella och familjen Microporellidae. Inga underarter finns listade i Catalogue of Life.